# Rosa willmottiae
Espèce
Rosa willmottiae est une espèce de plantes à fleurs de la famille des Rosaceae. C'est un rosier classé dans la section des Gymnocarpae , originaire de Chine occidentale.

## Description

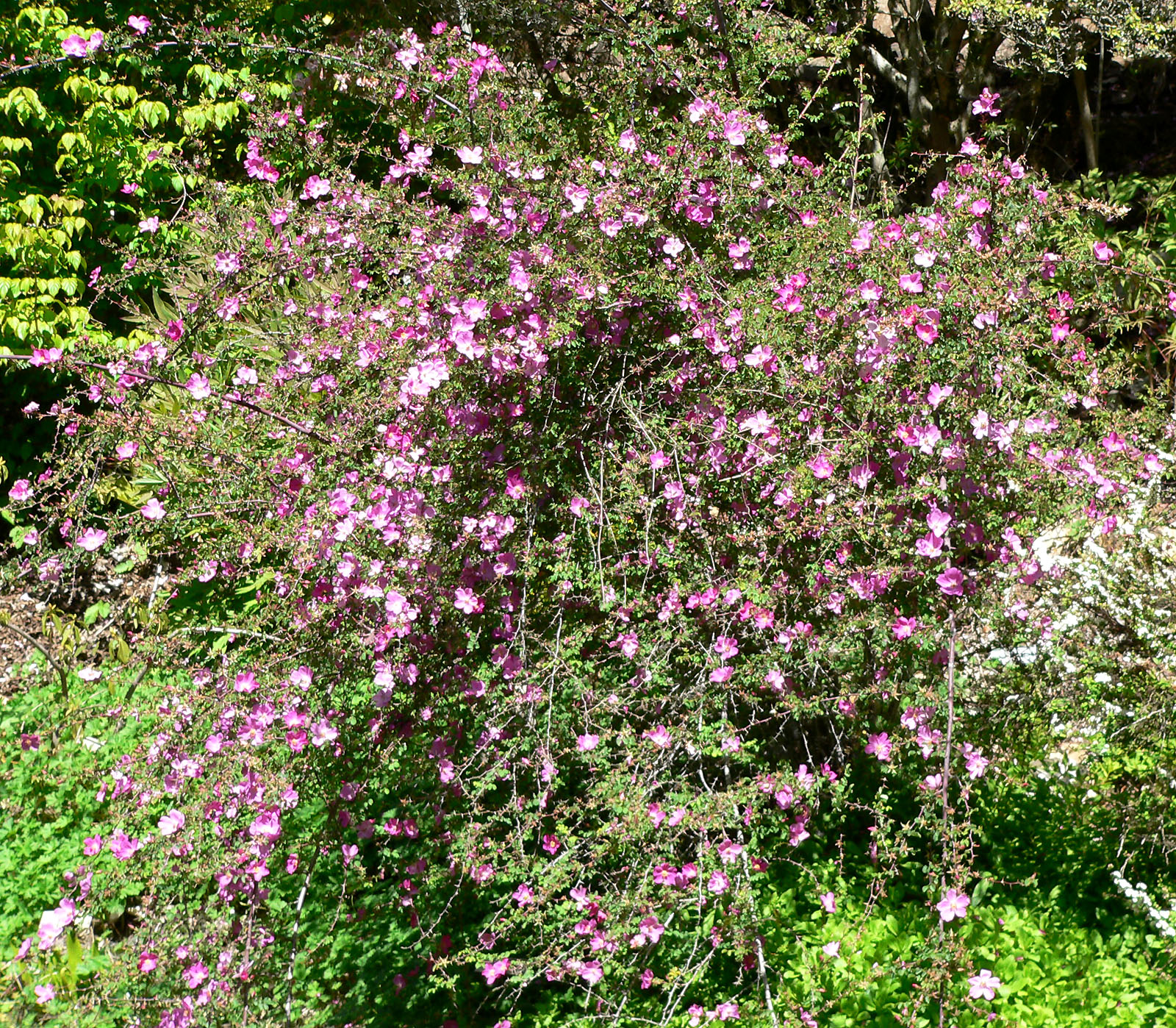
Port de la plante.

Rosa willmottiae est un arbuste épineux haut de 2 mètres, aux tiges arquées. Les feuilles, composées de 5 à 9 folioles, de couleur gris vert, sont très petites, mesurant 2 cm de long, y compris le pétiole. Les fleurs, solitaires,  simples, à cinq pétales de couleur rose lilas, de 3 cm de diamètre, éclosent en juin. Elles donnent de petits fruits, de couleur orange-rouge, lisses, piriformes à subglobuleux, d'environ 1 cm de diamètre.

## Distribution et habitat
L'aire de répartition de Rosa willmottiae s'étend en Chine, dans les provinces de Gansu, Qinghai, Shaanxi et Sichuan.
L'espèce se rencontre dans les fourrés et les broussailles, sur les pentes ouvertes, le long des fleuves et sur les bords de routes, à des altitudes comprises entre 1 300 et 3 800 mètres.

## Étymologie
L'épithète spécifique, « willmottiae » est un hommage à Ellen Willmott, botaniste et horticultrice britannique.

## Taxinomie

### Synonymes
Selon The Plant List (15 février 2020)
- Rosa willmottiae var. willmottiae

### Liste des variétés
Selon Tropicos (15 février 2020) (Attention liste brute contenant possiblement des synonymes) :
- Rosa willmottiae var. glandulifera T.T. Yu & T.C. Ku
- Rosa willmottiae var. glandulosa T.T. Yu & T.C. Ku
- Rosa willmottiae var. willmottiae